# Villaornate y Castro
Villaornate y Castro ist ein Ort und eine nordspanische Gemeinde mit 337 Einwohnern (Stand: 2024) in der Provinz León und der Region Kastilien-León. Neben dem Hauptort Villaornate gehört die Ortschaft Castrofuerte zur Gemeinde.

## Lage und Klima
Villaornate y Castro liegt etwa 38 Kilometer südlich von León im Nordwesten der Iberischen Meseta in einer Höhe von ca. 720 m. Der Esla begrenzt die Gemeinde im Westen. 
Das Klima im Winter ist rau, im Sommer dagegen trocken und warm; der Regen (499 mm/Jahr) fällt überwiegend im Winterhalbjahr.

## Bevölkerungsentwicklung
| Jahr      | 1981 | 1991 | 2001 | 2011 | 2021 |
| Einwohner | 676  | 618  | 502  | 402  | 321  |

Aufgrund der durch die Mechanisierung der Landwirtschaft und der Aufgabe von bäuerlichen Kleinbetrieben ausgelösten Landflucht ist die Bevölkerung des Dorfes seit der Mitte des 19. Jahrhunderts kontinuierlich gewachsen.

## Sehenswürdigkeiten
- Magdalenenkirche in Villlaornate
- Kirche von Castrofuerte

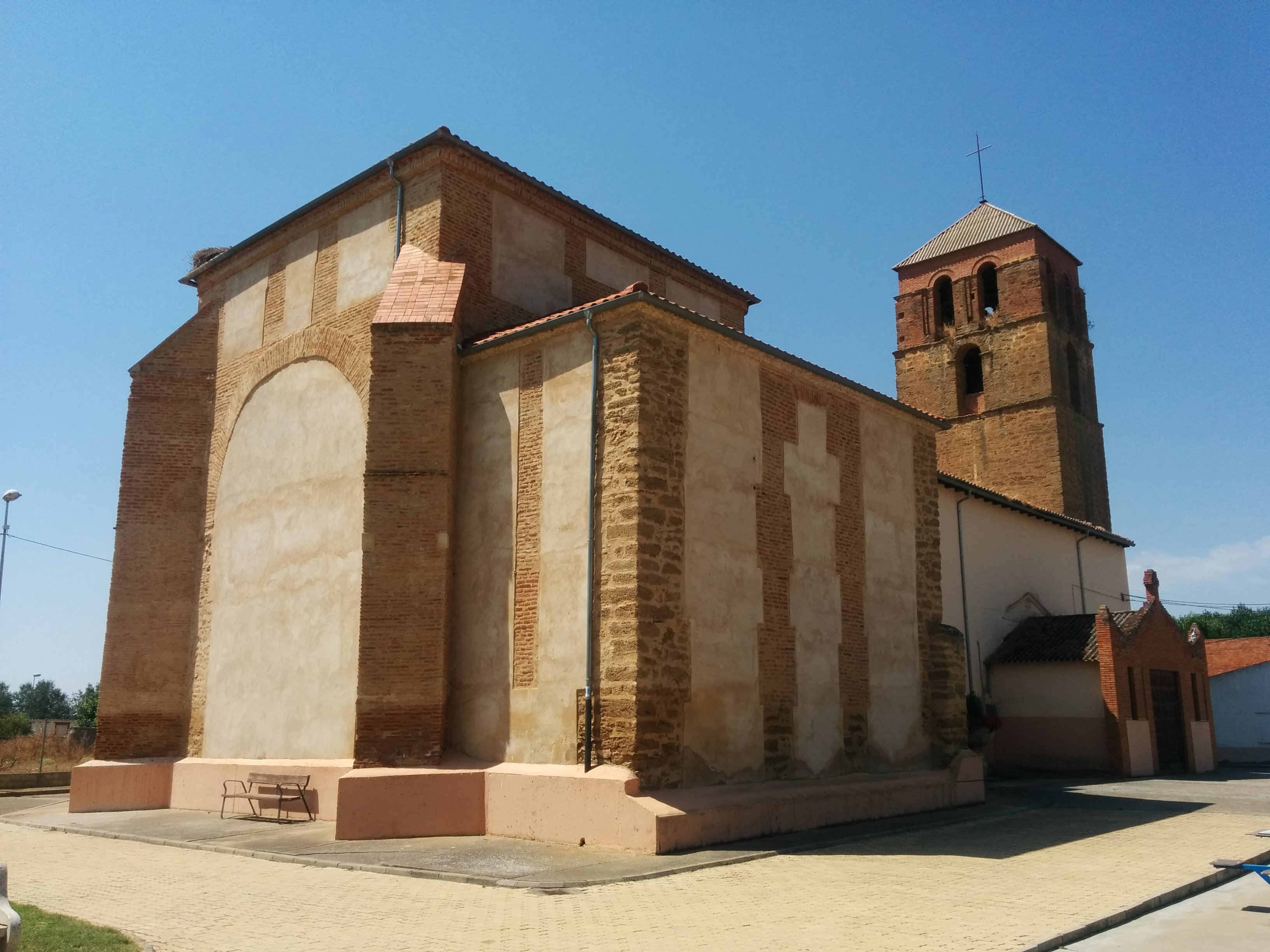
Magdalenenkirche
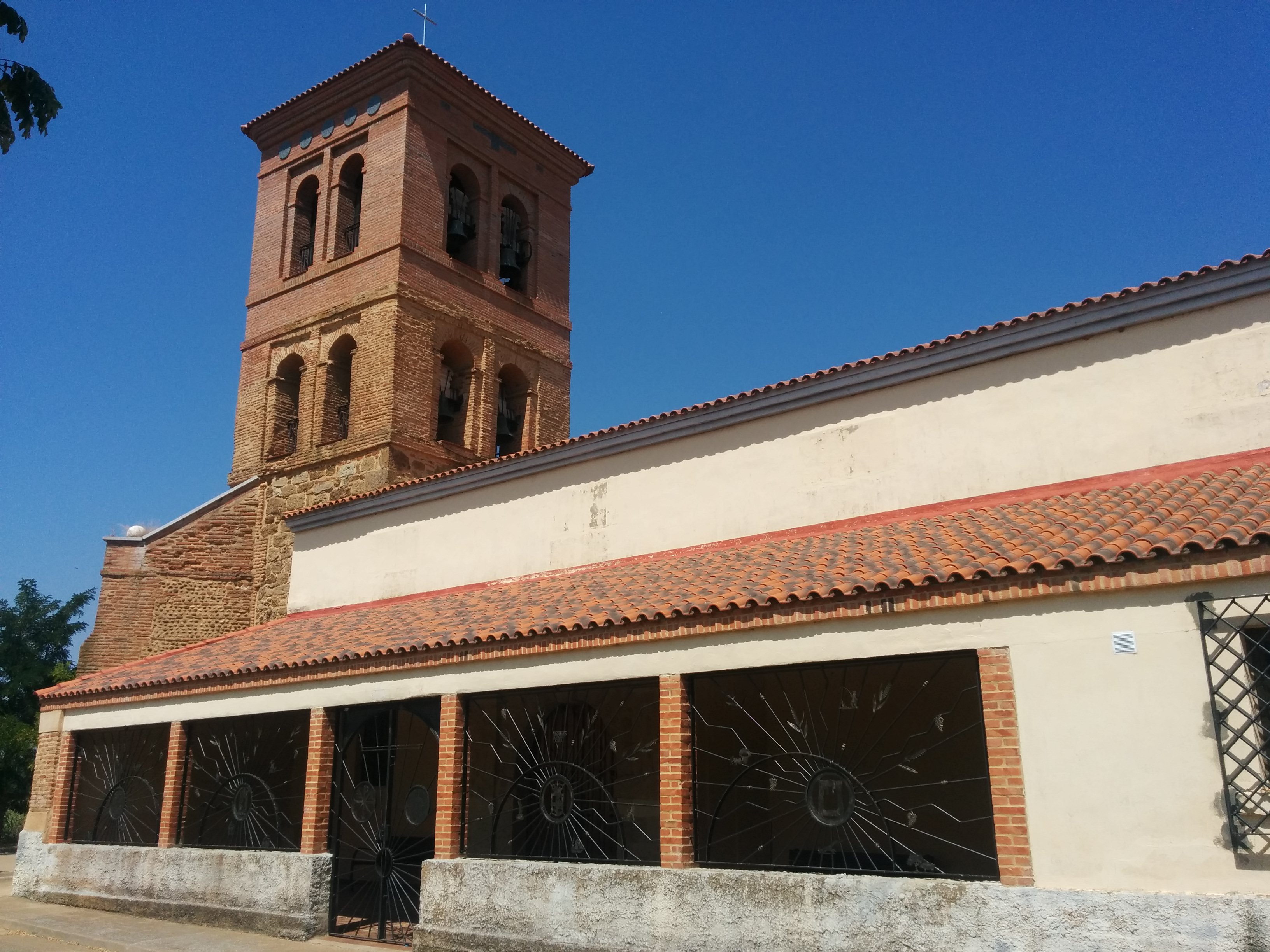
Kirche von Castrofuerte
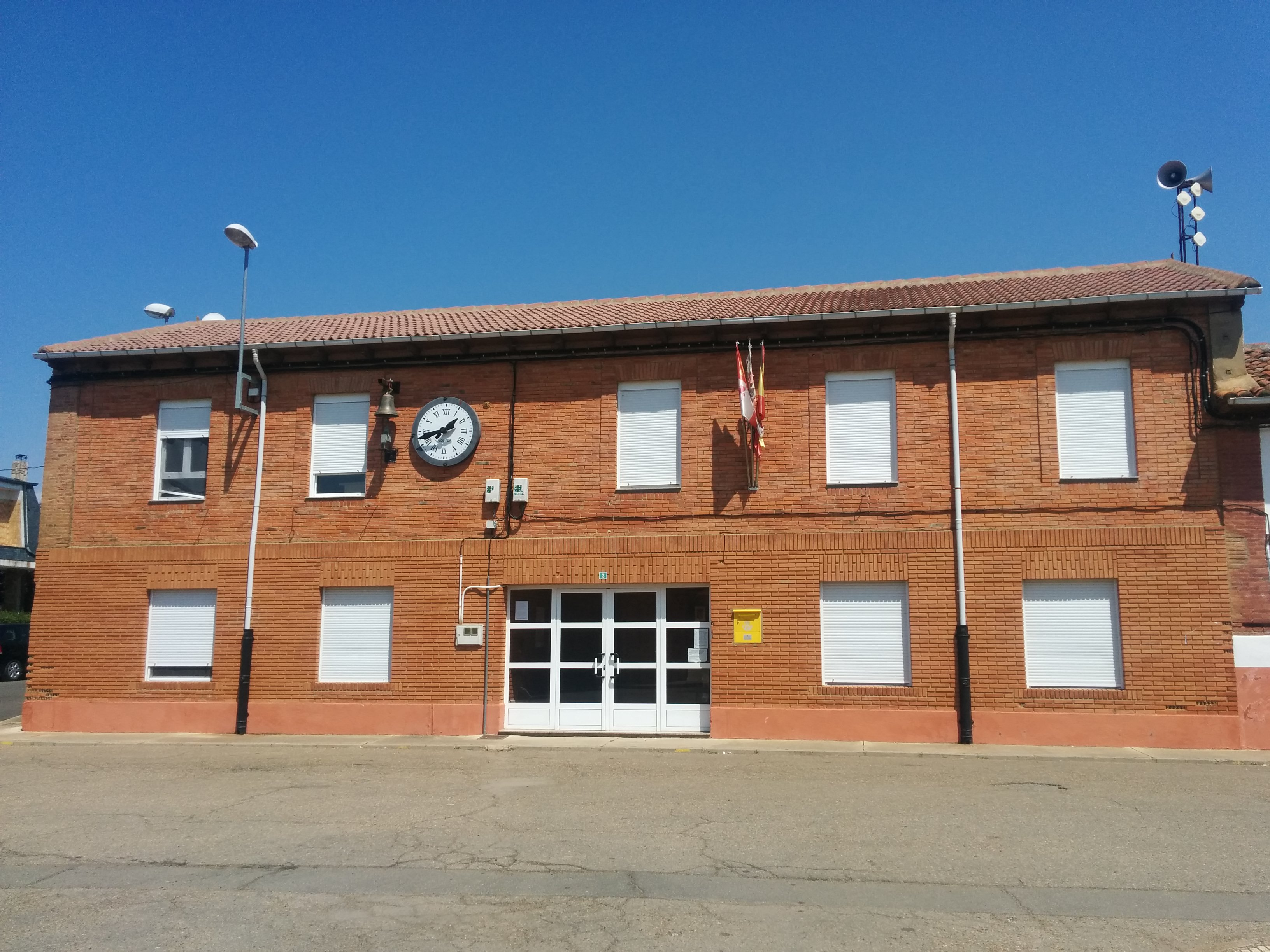
Rathaus